# Sahébo
Sahébo  est une localité du centre de la Côte d'Ivoire et appartenant au département de M'bahiakro, Région du N'zi-Comoé. La localité de Sahébo est un chef-lieu de commune.
Le chef est Kouadio djê depuis 2005.

## Population et société
Une école de six salles de classe.
Un centre de santé public.
Une maternité.
Un château d'eau fournissant l'eau courante.